# 浜口順子
浜口 順子（はまぐち じゅんこ、1985年6月24日 - ）は、日本のタレント。愛称ははまじゅん。ホリプロ所属を経てフリー。血液型はA型。大阪府大阪市出身。

## 来歴・人物
大阪府大阪市出身。箕面自由学園小学校、聖母女学院中学校・高等学校（現・香里ヌヴェール学院中学校・高等学校）から堀越高等学校に転校し、卒業。熊澤枝里子とは聖母女学院中学校・高等学校の同級生だった。2006年3月、成城大学短期大学部を卒業。
元々は放送作家になりたかったということで、調べていくうちにホリプロタレントスカウトキャラバンの審査員に著名な放送作家もいることを知って「出会えるかも」という思いからこれに応募し出場することになる。
2001年、ホリプロタレントスカウトキャラバンで、43,325人の応募者の中からグランプリを受賞し、芸能界入りした。デビュー当時のキャッチフレーズは「美・笑・女」（びしょうじょ）。
女子高生向けのファッション雑誌『JJ bis』に読者モデルとしても登場していた。Bis READERS会員番号076。
R-1ぐらんぷり2005に出場し、2回戦まで進出。
大喜利イベント「ダイナマイト関西」の「D関無双」や、よしもとの落語イベントなどにも積極的に出演し、笑いをリスペクトし、真正面から取り組んでいる一面もある。
20歳から21歳になる頃にかけて、自分でも明らかにわかるくらいに仕事が減ってきたこともあり、その頃に芸能界を引退しようと思っていたことがある。その理由には他にも、17歳の頃に「『徹子の部屋』に出る、『笑っていいとも!』のレギュラーになる、自分のラジオ番組を持つ、自分が主演の作品に出る。この中の一つでも22歳までに実現できたらこの仕事を続ける」と書いたメモを見つけたことで「22歳までにあと1年しかない」と思い直しながらも、残り1年でこのメモの内容を実現することは無理と思ったことから、この時にマネージャーに引退の意思を伝えたことがある。しかしこの時にマネージャーからこれだけ受けるように勧められて「このオーディションに落ちてしまったらあきらめてすっきり辞めよう」と思って受けたミュージカル「アルプスの少女ハイジ」のオーディションに合格。主役のハイジ役を務めることになった。
デビュー10周年の際、ブログにて、ファンに向け「回り道をしても時間がかかっても、早く皆様に恩返ししたいなと思っています！」とコメントしている。『@サプリッ!』の企画で、堤下敦（インパルス）と青梅マラソンに出場した。この時、応援歌として玉置成実に「Heroine」という曲をプレゼントされた。落語にも挑戦している。自作の創作落語をいくつか持っている。2013年の『彦八まつり』で高座に上がった。
「あさりちゃん」「ほたてちゃん」「ムールちゃん」「あわびちゃん」という名前の文鳥と『赤貝さん』という名前のコザクラインコを飼っていた。現在は「ミル貝」という名前の白文鳥を飼っている。愛鳥家。
幼少期、1万人に一人の確率で発症するとされている難病・若年性慢性関節リウマチ（若年性突発性関節炎）を発病。辛い闘病生活を送ったのち、現在は完治している。消費者問題に興味を持ち、消費者力検定1級を取得。大の阪神ファンで球場に直接応援に行くことが多いほか、公式twitterでも試合実況をすることもある。
2013年秋から日本テレビ系列『ウーマン・オン・ザ・プラネット』の企画でフランスのパリに移住していたが、現在は帰国。2014年12月に発売された12年ぶりセカンドイメージDVD『とらのこ』でグラビアに挑戦。20代最後の水着となる。
2016年3月、兵庫県で行われた丹波篠山ABCマラソン大会に出場し、初フルマラソンながら、4時間52分で完走している。31歳の誕生日である同年6月24日、かねてより交際していた3歳年上の一般男性と結婚した。
2020年初夏より、自身のYouTubeチャンネル『はまじゅんカタログ』を公開・開設する。不定期で更新され、内容は自身が好きなアミューズメント施設の新型コロナウィルス対策について、後述するウクレレについて、自身の芸能活動について等で、撮影・編集などは本人自身によるもの。6月26日に、自身がメインパーソナリティを務める金曜ベイラインにて、共演者である森久保祥太郎、番組スタッフより誕生日プレゼントとしてウクレレを贈られる。以降、日常的にウクレレの練習に励み、同番組内で『順子のウクレレ出来るかな』のミニコーナーも作られ、リスナーからのリクエストやスタッフが決めた課題曲を披露している。（番組スタッフの厚意でbayfm公式HPのオンエア楽曲一覧にアーティストとして掲載される）。また12月18日に同番組にゲストとして野村義男を招いた際には、技術指導を受け、我流で覚えたウクレレ演奏の技術の矯正・的確化を行い、その後一時的に弾き始めの頃の様に拙い演奏となったが、音の深み等が格段に良くなった模様。今後も継続的に練習と披露をしていくとの事である。
たまにインスタグラムにてインスタライブを不定期で開催。主に深夜に開催され、顔出しは無く画面が暗いままの『暗闇ライブ』で行う。時折、写真（飼っているインコや、自身が写った物など）を表示してのライブも開催。イチナナライブを開催。顔出しでのライブで、主に早い時間帯（20時頃）で開催している。bayfmのcm枠にて、タクト設計事務所のラジオCMに自身のウクレレを弾きながら出演。
2022年夏、三重県に移住した。同年12月12日、ホリプロを退社することを報告し、以後はフリーランスでの芸能活動と並行して放送作家、構成作家を目指すことを明らかにした。
2023年4月7日よりFM三重の『MIE color trip』のパーソナリティを務める。
2023年4月より三重テレビの『Mieライブ』のコメンテーターとして出演。
ニュース情報番組のコメンテーターは長年の夢であった。
同年10月20日、第1子を妊娠していることを報告した。
同年12月24日、第1子となる女児を出産したことを自身のSNSを通じて報告した。
2024年4月より三重テレビの『Mieライブ』金曜日MCを担当。
Qoo10ライブコマース、JTBライブコマースでMCを担当。近年はライブコマーサーとしての活動も多数。

## 作品

### 映像作品
- HamaJun Yancha-mon（2002年6月19日、ホリプロ / ポニーキャニオン）

## 出演

### レギュラー
現在のレギュラー
- Mieライブ　金曜MC（2023年4月17日- 三重テレビ）
- MIE color trip（2023年4月7日- FM三重）

Qoo10ライブコマース、JTBライブコマース　MC、コマーサー

### 映画
- あなたを忘れない（2007年1月27日、日韓合作映画） - 岡本留美子 役
- 天使がくれたもの（2007年9月29日）
- 犬の首輪とコロッケと

### テレビドラマ
- 探偵家族（2002年7月13日 - 9月14日、日本テレビ） - レギュラー出演
- サクラとさつき （2011年4月1日、ABC） - 緑さつき 役
- 石坂線物語～滋賀発地域ドラマ～ 第2話「おかえり」（2013年3月15日、NHK大津放送局） - 中村詩織 役
- 日曜プライム おかしな刑事23（2020年） ‐ 吉井美月
- 特捜9 season4（2021年4月28日、テレビ朝日）- 坂井 桃子 役

### バラエティほか
- ココリコミラクルタイプ（2002年4月10日 - 2003年9月17日、フジテレビ） - レギュラー
- 大改造!!劇的ビフォーアフター（2002年4月28日 - 2004年2月1日、ABC / テレビ朝日系）
- そんな所で…（2002年10月3日 - 2003年3月27日、テレビ朝日）
- 姫様のわがまま（2002年10月3日 - 2003年3月27日、よみうりテレビ） - メインレギュラー
- もしも体感バラエティ if（2002年10月5日 - 2004年3月27日、関西テレビ / フジテレビ系） - レギュラー
- 愛のエプロン3（2002年10月5日 - 2004年9月、テレビ朝日） - ランク外104位
- 国民クイズ常識の時間（2002年10月17日 - 2004年3月4日、日本テレビ）
- 王様のブランチ（TBS）
- ダウンタウンDX（よみうりテレビ）
- 踊る!さんま御殿!!（日本テレビ）
- 行列のできる法律相談所（日本テレビ）
- 奇跡体験!アンビリバボー（フジテレビ）
- 中居正広の金曜日のスマたちへ（TBS）
- 壮絶バトル!花の芸能界（2003年1月 - 9月、日本テレビ） - レギュラー
- ぴったんこカン・カン（2003年4月 - 、TBS） - 準レギュラー
- オールスターの皆様に芸能界の厳しさ教えます!抱かれてみたいスペシャル!!（2003年9月15日、よみうりテレビ） - 6代目アシスタント
- おしゃれ!アイドル学園（2003年10月5日 - 2004年3月28日、テレビ東京） - レギュラー
- 退屈貴族（2003年10月 - 2004年3月、フジテレビ） - レギュラー メイド
- ダリアンガールズ（2003年10月 - 2004年3月21日、フジテレビ） - レギュラー
- FUJIWARA 札（2004年、スカパー2 / CS日本） - レギュラー出演
- @サプリッ!（2004年4月4日 - 2005年9月25日、日本テレビ） - レギュラー
- ナイトinナイト 木曜日 にこいち 〜スーパースター友情列伝〜（2004年4月8日 - 2005年3月31日、ABC） - レギュラーパネラー
- オールスターの皆様に芸能界の厳しさ教えます!恋愛スペシャル!!（2004年9月27日、よみうりテレビ） - 6代目アシスタント
- 教えて!ウルトラ実験隊（2004年10月12日 - 2005年2月8日、テレビ東京） - レギュラー出演 調査隊員
- 高校集中講座 書道はたのしい!（2005年1月22日、NHK教育） - 司会
- 島田紳助が芸能界の厳しさ教えます!恋の告白スペシャル!!（2005年3月28日、よみうりテレビ） - 6代目アシスタント
- 女優開発プロジェクト ××プロ（2005年4月 - 9月、BS朝日 / テレビ朝日）
- 島田紳助が芸能界の厳しさ教えます!芸能人だって恋愛したいスペシャル!!（2005年9月25日、よみうりテレビ） - 6代目アシスタント
- 激うま爆裂!史上最強 衝撃どんぶり99連発（2006年2月19日、日本テレビ） - MC
- ものまねバトル 38（2006年3月22日、日本テレビ） - 白組 福下恵美・相沢真紀・浜口順子 元祖エロカッコイイメドレー
- 所さんの学校では教えてくれないそこんトコロ! (テレビ東京) - レポーター(不定期出演)
- 玉緒&オセロ・中島のTOKYOグルメ完全制覇SP!豪華ゲストクチコミ名店食べ歩き珍道中!!（2007年1月3日、TBS）
- ワンセグ刑事 有名人おごっておごって100万円詐欺事件（2007年1月16日、東海テレビ） - 犯人
- ワンセグ刑事 男子トイレ乱入事件（2007年1月23日、東海テレビ） - 容疑者
- クイズ!どこまで知ってる?北海道 決定!女子大生クィーン（2007年2月13日、テレビ北海道） - 司会
- ビジネス新伝説 ルソンの壺（NHK大阪放送局、レポーター）
- とれたてマイビデオ2009（2009年12月23日、NHK総合） - リポーター
- ランキンくえすと（2010年9月27日 - 2010年9月30日、関西テレビ）
- トコトンハテナ（2010年10月3日 - 、テレビ東京）
- 小力の小部屋　第120回、166回（2012/08/22、2013年7月18日、マシェリバラエティ、ニコニコ生放送、スカパー!275ch） - 共演：長州小力
- 関西ふるさとタイム（2012年10月 - 、にっぽんケーブルチャンネル）
- えぇトコ（2012年9月21日、2013年3月8日、NHK大阪放送局）
- ウーマン・オン・ザ・プラネット（2013年10月5日 - 2014年1月4日、日本テレビ）
- 有吉反省会
- アウト×デラックス
- バラエティー生活笑百科（2020年11月14日ほか、NHK総合）
- ビーバップ!ハイヒール（朝日放送）
- 関西ふるさとタイム（J：COMテレビ）
- 省エネの達人 『企業編』（BSジャパン）
- ビートップスでお買物（読売テレビ）
- 湘南サマーステーション（J：COMテレビ）
- ほか多数。また、地元関西で声をかけられる際、「『大阪ほんわかテレビ （読売テレビ）』観てるよ」と良く言われるが、出演歴は無い。

### インターネットテレビ
- 上々少女's（2012年1月25日 - 、テレ朝動画）[11] - レギュラーMC[12]
  - グループ名から（仮）をとることを目標としている女性アイドルグループ『アップアップガールズ（仮）』が、その目標へ向けて色々な企画に挑戦する番組[13]。

### ラジオ
- きらり10代!（2004年4月 - 2009年3月、NHKラジオ第1放送） - MC
- はまじゅんのあかんいかんラジオやで（2005年10月 - 2006年3月、NRN）
- はまじゅんの ほんなら!あかんいかんラジオやで!（2006年10月 - 2007年3月、NRN）
- 大竹まこと ゴールデンラジオ! - とれたけ大竹タブロイド（毎週月曜）（2007年10月 - 2009年3月、文化放送）
- 夜はぷちぷちケータイ短歌（2008年6月1日） - ゲスト
- 渋マガZ（2009年4月5日-2010年3月28日、NHKラジオ第1放送） - 19時台MC
- ラジオデー 広げようラジオの魅力（2009年5月6日、NHKラジオ第1放送） - 中継レポーター
- GROOVE LINE Z（2016年6月22日 - 、J-WAVE） - ラジオゲリラ・中継レポーター
- 森久保祥太郎と浜口順子とのThe BAY☆LINE（2017年4月7日 - 、bayfm） - 金曜DJ
- MIE color trip（2023年4月7日 - 2025年3月28日、FM三重）

### 舞台
- アルプスの少女ハイジ　三越劇場（制作：劇団東少　）- ハイジ役
- 企画演劇集団ボクラ団義『ハンズアップ』（2012年5月23日 - 6月3日、シアターKASSAI）- 上原真梨華役

### CM
- Honda Cars近畿(2011年7月-)
- タクト設計事務所(2021年4月-)(ラジオCM)

## 書籍

### 写真集
- HaMa-JUN ONE（2002年4月23日、KKベストセラーズ）

### 雑誌
- JJ bis（光文社） - モデルとして活躍。Bis READERS会員番号076